# حوزه انتخابیه زرتشتیان
حوزهٔ انتخاباتی زرتشتیان یکی از حوزه‌های اقلیت‌های دینی برای انتخابات مجلس شورای اسلامی است. این حوزه به مرکزیت تهران، ۱ نماینده دارد.
طبق اصل ۶۴ قانون اساسی، زرتشتیان و کلیمیان هر کدام یک نماینده و مسیحیان آشوری و کلدانی مجموعاً یک نمایند و مسیحیان ارمنی جنوب و شمال هرکدام یک نماینده انتخاب می‌کنند.

## مجلس شورای ملی
- ارباب جمشید جمشیدیان (دوره اول)[۱]
- ارباب کیخسرو شاهرخ (دوره 2-11)[۲]
- رستم گیو (دوره ۱۳–۱۶ و ۱۸–۱۹)[۳]
- بدون نماینده (انتخابات انجام نشد) (دوره ۱۷)
- اسفندیار یگانگی (دوره 20-23)[۴]
- دکتر بوذرجمهر مهر (دوره 23-24)[۵]

## زرتشتیان
| دوره    | نام نماینده      | تعداد آرا |
| ------- | ---------------- | --------- |
| اول     | پرویز ملکپور     | 2667      |
| دوم     | پرویز ملکپور     | 8546      |
| سوم     | افلاطون ضیافت    | 3903      |
| چهارم   | پرویز روانی      | 5488      |
| پنجم    | پرویز روانی      | 4595      |
| ششم     | خسرو دبستانی     | 3799      |
| هفتم    | کورش نیکنام      | 2274      |
| هشتم    | اسفندیار اختیاری | ۳٬۶۰۷     |
| نهم     | اسفندیار اختیاری | ۴٬۹۴۰     |
| دهم     | اسفندیار اختیاری | ۳٬۹۶۶     |
| یازدهم  | اسفندیار اختیاری | ۳٬۴۸۶     |
| دوازدهم | بهشید برخوردار   | ۱٬۰۲۱     |

## پی‌نوشت و منبع
1. ↑  «مرکز پژوهشها - ارباب جمشید -». rc.majlis.ir. بایگانی‌شده از اصلی در ۲۵ ژوئیه ۲۰۲۰. دریافت‌شده در ۲۰۲۰-۰۷-۲۵.
2. ↑  «مرکز پژوهشها - ارباب کیخسرو شاهرخ». rc.majlis.ir. بایگانی‌شده از اصلی در ۲۵ ژوئیه ۲۰۲۰. دریافت‌شده در ۲۰۲۰-۰۷-۲۵.
3. ↑  «مرکز پژوهشها - رستم گیو». rc.majlis.ir. بایگانی‌شده از اصلی در ۲۵ ژوئیه ۲۰۲۰. دریافت‌شده در ۲۰۲۰-۰۷-۲۵.
4. ↑  «مرکز پژوهشها - دکتر اسفندیار یگانگی». rc.majlis.ir. بایگانی‌شده از اصلی در ۲۵ ژوئیه ۲۰۲۰. دریافت‌شده در ۲۰۲۰-۰۷-۲۵.
5. ↑  «مرکز پژوهشها - دکتر بوذرجمهر مهر». rc.majlis.ir. بایگانی‌شده از اصلی در ۲۵ ژوئیه ۲۰۲۰. دریافت‌شده در ۲۰۲۰-۰۷-۲۵.
6. ↑  «پرویز ملکپور، نمایندۀ زرتشتیان در دورۀ اول».
7. ↑  «پرویز ملکپور، نمایندۀ زرتشتیان در دورۀ دوم».
8. ↑  «افلاطون ضیافت، نمایندۀ زرتشتیان در دورۀ سوم».
9. ↑  «پرویز روانی، نمایندۀ زرتشتیان در دورۀ چهارم».
10. ↑  «پرویز روانی، نمایندۀ زرتشتیان در دورۀ پنجم».
11. ↑  «خسرو دبستانی، نمایدۀ زرتشتیان در دورۀ ششم».
12. ↑  «کوروش نیکنام، نمایندۀ زرتشتیان در دورۀ ششم».
13. ↑  «اسفندیار اختیاری، نمایندۀ ایرانیان زرتشتی در دروۀ هشتم».
14. ↑  «اسفندیار اختیاری، نمایندۀ ایرانیان زرتشتی در دورۀ نهم».
15. ↑  «اسفندیار اختیاری، نمایندۀ ایرانیان زرتشتی در دورۀ یازدهم».

- «جدول حوزه‌های انتخابیه در انتخابات نهمین دورهٔ مجلس شورای اسلامی» (PDF). مرکز پژوهش و سنجش افکار صدا و سیما. بایگانی‌شده از اصلی (PDF) در ۵ اكتبر ۲۰۱۸. دریافت‌شده در ۱۵ آوریل ۲۰۱۶. تاریخ وارد شده در |archive-date= را بررسی کنید (کمک)